# Wiktor Michailowitsch Burajew
Wiktor Michailowitsch Burajew (russisch Виктор Михайлович Бураев, engl. Transkription Viktor Burayev; * 23. August 1982 in Pensa) ist ein russischer Geher.
2000 stellte er mit 38:46,4 min den aktuellen (Stand September 2009) Juniorenweltrekord im 10.000-Meter-Bahngehen auf und gewann in derselben Disziplin die Bronzemedaille bei den Juniorenweltmeisterschaften in Santiago de Chile.
Seinen bis dato größten Erfolg feierte er mit dem Gewinn der Bronzemedaille bei den Weltmeisterschaften 2001 in Edmonton im Wettbewerb 20-km-Gehen: In 1:20:36 h musste sich der damals 18-jährige Burajew in einem knappen Rennen nur seinem Landsmann Roman Rasskasow (1:20:31 h) sowie dem ebenfalls aus Russland stammenden Titelverteidiger Ilja Markow (1:20:33 h) geschlagen geben.
Bei den Europameisterschaften 2002 in München belegte Burajew – zeitgleich mit dem Dritten Juan Manuel Molina – ebenso den vierten Rang wie vier Jahre später bei den Europameisterschaften in Göteborg, als er die Bronzemedaille um drei Sekunden verpasste. Bei den Olympischen Spielen 2004 in Athen belegte er den 22. Platz.
Am 4. April 2008 wurde er bei einer Dopingkontrolle positiv auf rh-EPO getestet. Er wurde daraufhin wegen Dopings für zwei Jahre gesperrt.
Wiktor Burajew ist 1,72 m groß und wiegt 59 kg.

## Bestzeiten
- 10.000 m Gehen: 38:46,4 min, 20. Mai 2000, Moskau
- 10 km Gehen: 38:58 min, 21. Juni 2003, Saransk
- 20 km Gehen: 1:18:06 h, 4. März 2001, Adler